# Tmesisternus ochrostictus
Tmesisternus ochrostictus là một loài bọ cánh cứng trong họ Cerambycidae.